# Sweet Inspiration (Cilla Black)
Sweet Inspiration è il quinto album in studio della cantante britannica Cilla Black, pubblicato nel 1970.

## Tracce
Side 1
1. Sweet Inspiration (John Cameron)
2. Put a Little Love in Your Heart (Jimmy Holiday, Randy Myers, Jackie DeShannon)
3. The April Fools (Burt Bacharach, Hal David)
4. I Can't Go on Living Without You (Elton John, Bernie Taupin)
5. From Both Sides Now (Joni Mitchell)
6. Across the Universe (John Lennon, Paul McCartney)

Side B
1. Black Paper Roses (Belle Gonzalez)
2. Mysterious People (Det Gåtfulla Folket) (Olle Adolphson, Hal Shaper)
3. Dear Madame (Les Reed, Geoff Stephens)
4. Oh Pleasure Man (Roger Cook, Roger Greenaway, Albert Hammond, Mike Hazlewood)
5. Little Pleasure Acre (Roger Greenaway, Roger Cook)
6. For Once in My Life (Orlando Murden, Ron Miller)
7. Rule Britannia (Thomas Augustine Arne)